# اولیلا دل کامپو
اولِیلا دل کامپو دهستانی در استان آلمریای اسپانیا است.
در این دهستان ۱٬۰۰۷ نفر زندگی می‌کنند. مساحت این دهستان ۳۹ کیلومتر مربع است.